# Porbandar (Distrikt)
Der Distrikt Porbandar (Gujarati: પોરબંદર જિલ્લો) ist einer von 26 Distrikten des Staates Gujarat in Indien. Die gleichnamige Stadt Porbandar ist die Hauptstadt des Distrikts. Die letzte Volkszählung im Jahr 2011 ergab eine Gesamtbevölkerungszahl von 585.449 Menschen.

## Geschichte
Von vorchristlicher Zeit wurde das Gebiet – wie die ganze Region – von diversen buddhistischen und hinduistischen Herrschern regiert. Die erste Zivilisation war die Indus-Kultur. Das Gebiet wurde seit dem Mittelalter von den Rajputen beherrscht und war in ständige Kämpfe mit muslimischen Heeren verwickelt. Die herrschende Dynastie waren die Rajputen der Jethwa-Dynastie, die das Gebiet mit Unterbrechungen seit dem 12. Jahrhundert unter dem Namen Porbandar beherrschte.
Trotz ständiger Kämpfe mit den Marathen blieb es ein unabhängiger Fürstenstaat bis zum Jahr 1807. In jenem Jahr wurde Porbandar State ein britisches Protektorat. Von 1818 bis 1947 gehörte es als unabhängiger Prinzenstaat zum Sorat Prant innerhalb der Kathiawar Agency und somit verwaltungstechnisch zur britischen Verwaltungsregion der Bombay Presidency. Aus der Kathiawar Agency wurde mit der Unabhängigkeit Indiens (1947) der Staat Saurashtra. Der Distrikt wurde erst wieder mit der Auflösung des Saurashtra-Staats im Jahr 1956 Teil des Bombay-Staats. Im Jahr 1960 wurde dieser indische Bundesstaat geteilt und das Gebiet kam zum neu geschaffenen Bundesstaat Gujarat. Von der Zeit mit der Wiedervereinigung mit dem Bombay-Staat bis zum 2. Oktober 1997 gehörte es zum Distrikt Junagadh. Seither ist es wieder eigenständig.

## Bevölkerung

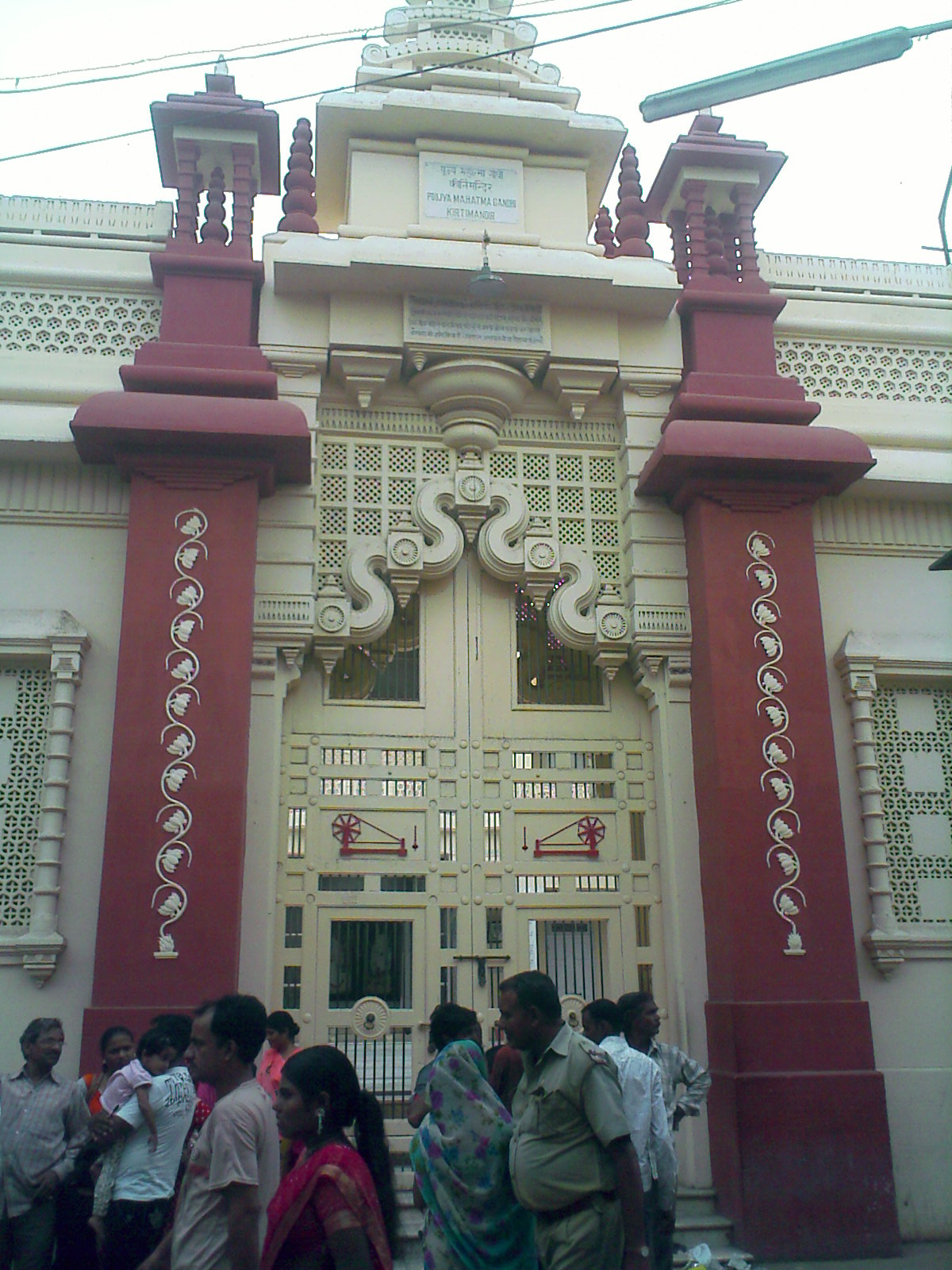
Mahatma Gandhis Haus in Porbandar

### Bevölkerungsentwicklung
Wie überall in Indien wächst die Einwohnerzahl im Distrikt Porbandar seit Jahrzehnten stark an. Die Zunahme betrug in den Jahren 2001–2011 rund 9 Prozent (9,06 %). In diesen zehn Jahren nahm die Bevölkerung dennoch um fast 50.000 Menschen zu. Die genauen Zahlen verdeutlicht folgende Tabelle:

### Bedeutende Orte

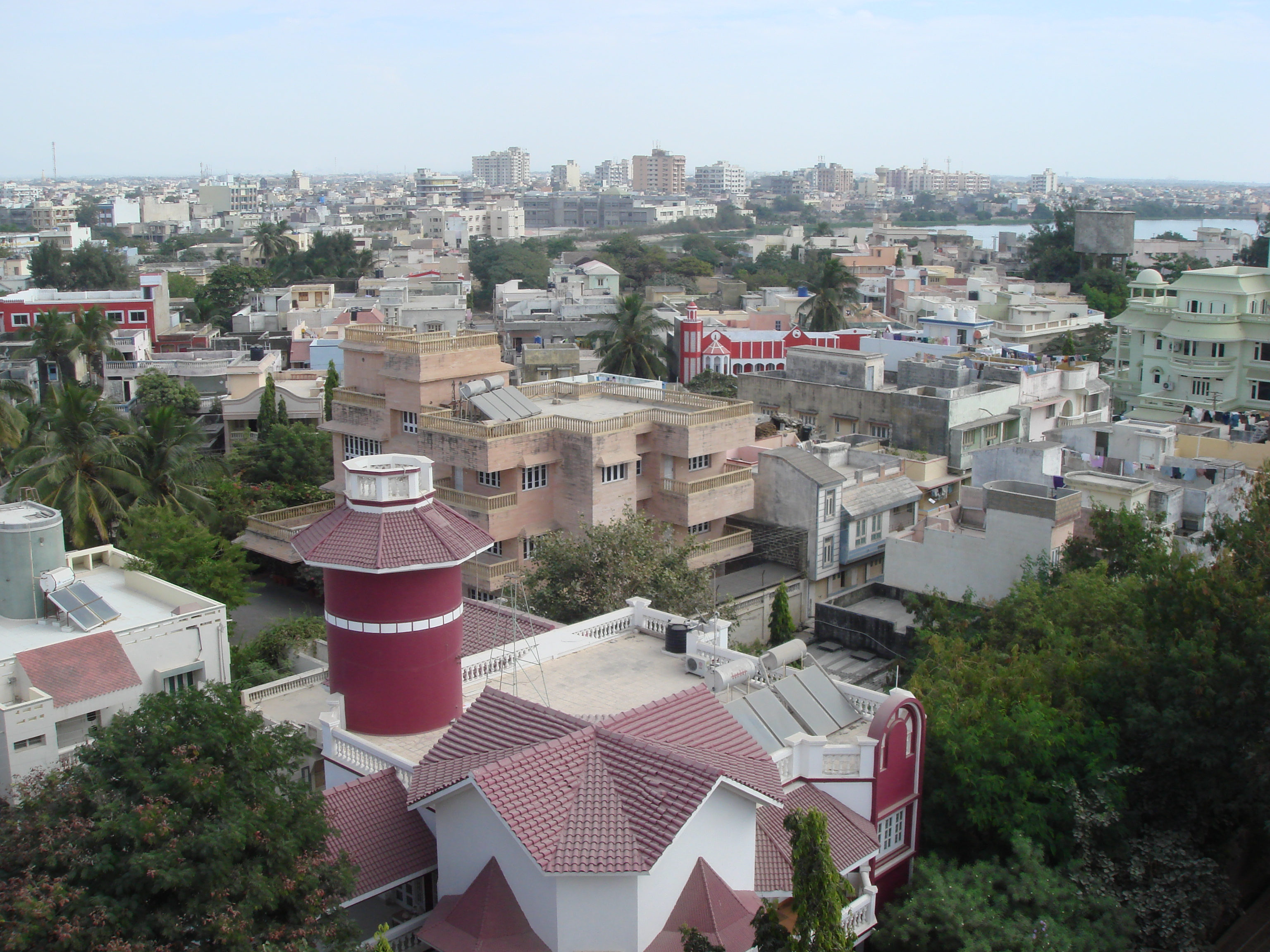
Blick auf die Stadt Porbandar

Einwohnerstärkste Ortschaft des Distrikts ist der Hauptort Porbandar mit über 150.000 Bewohnern. Weitere bedeutende Städte mit einer Einwohnerschaft von mehr als 10.000 Menschen sind Chhaya, Ranavav, Khapat und Kutiyana. Die städtische Bevölkerung macht 48,80 Prozent der gesamten Bevölkerung aus.